# 沃洛維察亞 (博爾茲納區)
51°21′59″N 32°3′53″E / 51.36639°N 32.06472°E
沃洛維察亞（烏克蘭語：Воловиця），是烏克蘭北部的村莊，隸屬切爾尼希夫州的尼任區。該村處於傑斯納河畔，面積2平方公里，海拔高度116米，2006年人口375。